# Episodi di Saranno famosi (prima stagione)
Questa voce contiene trame, dettagli e crediti dei registi e degli sceneggiatori della prima stagione della serie televisiva Saranno famosi
Negli Stati Uniti, la serie fu trasmessa dalla NBC dal 7 gennaio al 6 maggio 1982. In Italia, questa stagione andò in onda per la prima volta su Raidue tra il 1º gennaio e il 10 novembre 1983. 
| nº | Titolo originale         | Titolo italiano              | Prima TV USA     | Prima TV Italia  |
| -- | ------------------------ | ---------------------------- | ---------------- | ---------------- |
| 1  | Metamorphosis            | Metamorfosi                  | 7 gennaio 1982   | 1º gennaio 1983  |
| 2  | Passing Grade            | Un passo avanti              | 14 gennaio 1982  | 8 gennaio 1983   |
| 3  | Tomorrow's Farewell      | Una ragione per alzarsi      | 21 gennaio 1982  | 15 gennaio 1983  |
| 4  | Alone in a Crowd         | Solo nella folla             | 28 gennaio 1982  | 22 gennaio 1983  |
| 5  | To Soar and Never Falter | Spiccare il volo senza paura | 4 febbraio 1982  | 29 gennaio 1983  |
| 6  | The Sellout              | Musica sotto costo           | 11 febbraio 1982 | 5 febbraio 1983  |
| 7  | The Strike               | Lo sciopero                  | 18 febbraio 1982 | 12 febbraio 1983 |
| 8  | Street Kid               | Ragazza di strada            | 25 febbraio 1982 | 19 febbraio 1983 |
| 9  | But Seriously, Folks     | Ma sul serio, gente...       | 4 marzo 1982     | 26 febbraio 1983 |
| 10 | Come One, Come All       | Tutti in scena               | 11 marzo 1982    | 5 marzo 1983     |
| 11 | The Crazies              | Tutti matti                  | 18 marzo 1982    | 12 marzo 1983    |
| 12 | Exposé                   | Sensazionale                 | 25 marzo 1982    | 19 marzo 1983    |
| 13 | A Musical Bridge         | Un ponte musicale            | 1º aprile 1982   | 26 marzo 1983    |
| 14 | A Big Finish             | Gran finale                  | 15 aprile 1982   | 2 aprile 1983    |
| 15 | Reunions                 | Di nuovo insieme             | 29 aprile 1982   | 3 novembre 1983  |
| 16 | A Special Place          | Un posto speciale            | 6 maggio 1982    | 10 novembre 1983 |

## Metamorfosi
- Titolo originale: Metamorphosis
- Diretto da: Bob Kelljan
- Scritto da: Christopher Gore

### Trama
Julie Miller arriva alla School of Performing Arts da un piccolo paese degli Stati Uniti a seguito del divorzio dei genitori e fatica ad adattarsi alla nuova scuola soprattutto perché Coco le rende la vita difficile ma sarà proprio lei a spingerla a cambiare per riuscire a emergere nella Grande Mela

## Un Passo Avanti
- Titolo originale: Passing Grade
- Diretto da: Nicholas Sgarro
- Scritto da: Lee H. Grant & William Blinn

### Trama
Coco e la professoressa Lydia Grant si trovano ai provini per una stessa parte mentre Danny si fa assumere come cameriere in un locale dove di solito mangia Johnny Carson per poterlo incontrare

## Una ragione per alzarsi
- Titolo originale: Tomorrow's Farewell
- Diretto da: Thomas Carter
- Scritto da: William Blinn

### Trama
Una commissione del ministero impone che ci sia una lezione di ginnastica nell'orario della scuola così viene organizzata una gara tra i ballerini e dei giocatori di baseball. Il fratello di Leroy, Willard, esce di prigione e viene ospitato a casa sua portando una pistola con sè. Mentre cerca di disfarsene Leroy viene arrestato